# El cuco estéril
 El cuco estéril  (en inglés: The Sterile Cuckoo, en el Reino Unido conocida como Pookie) es una película de comedia dramática estadounidense de 1969 lanzada por Paramount Pictures y dirigida por Alan J. Pakula. Se basa en la historia de una excéntrica y joven pareja cuya relación se profundiza a pesar de sus diferencias e insuficiencias. Está protagonizada por Liza Minnelli, Wendell Burton y Tim McIntire.
La película obtuvo dos nominaciones en la 42ª entrega de los Premios Oscar: Liza Minnelli a la Mejor Actriz en un papel principal, y la canción de Fred Karlin y Dory Previn "Come Saturday Morning" por Mejor canción original.

## Sinopsis
Pookie Adams es una estudiante que mantiene una relación con Jerry. A pesar de sus diferencias, la joven pareja aprenderá a entenderse.

## Reparto
- Liza Minnelli como Mary Ann "Pookie" Adams.
- Wendell Burton como Jerry Payne.
- Tim McIntire como Charlie Schumacher.

## Recepción
La película fue bien recibida por los críticos y tiene una calificación de "Fresco" del 88% en el sitio web de reseñas Rotten Tomatoes. Recaudó 13,982,357 dólares en la taquilla norteamericana, convirtiéndose en la 13a película más taquillera de 1969.

## Premios y nominaciones
- 1969: 2 nominaciones en los Premios Oscar: Mejor actriz (Liza Minnelli), canción
- 1969: Globos de Oro: Nominada Mejor actriz - Drama (Liza Minnelli)
- 1969: Premio David de Donatello: Mejor actriz extranjera (Liza Minnelli)
- 1970: Premios BAFTA: Nominada a Mejor promesa (Liza Minnelli)